# 朱雲豪
朱雲豪（1997年11月3日—）是臺灣男子籃球運動員，主打前鋒位置，現效力於台灣職業籃球大聯盟新竹御嵿攻城獅。於2021年P. LEAGUE+新人選秀會上被新竹街口攻城獅選中成為當屆選秀狀元。

## 國小至國中生活
朱雲豪國小即從金門搬到台北就讀西園國小，會選擇打籃球僅是因為自己小時候不喜歡讀書，喜歡在下課時間打籃球，進而逐漸培養出對籃球的喜好。國中就讀大安國中開始接受正規籃球訓練，因為自知實力不足而更加努力練習，國二後成為球隊先發。然而當時因為他身高僅有160幾公分的關係，父母並不支持他走籃球這條路，直到國中畢業後身高抽高至180幾公分後父母才轉而支持。在國中畢業要選擇高中時，教練甘志安認為比起松山高中和南山高中，基隆商工的詹敏邑教練性格較溫和較適合他。

## 高中生涯
在教練安排下朱雲豪選擇就讀基隆商工參加高中籃球聯賽（HBL），在高一即受到重用主打大前鋒位置，與學長王柏智共同負責捍衛基商禁區，逐漸培養成具備三分投射能力的高砲塔。然而剛上高中的他曾被隊上學長責備不防守、不搶籃板，並被教練評為最不負責任球員，隨後修正態度及打球方式，在高二開始擔任先發並幫助基商打進8強戰。高三一度因為頂撞教練以及練球遲到而遭到教練短暫棄用，經道歉反省後重新獲得上場機會。

## 大學生涯
大學效力於健行科技大學籃球隊，率隊四度晉級大專籃球聯賽（UBA）冠軍戰並三次取得總冠軍。大一時就曾在對上輔大時獲得28分成為新人王熱門人選，並在當年度取得第一次冠軍。大二升大三的暑假，朱雲豪與周暐宸、簡祐哲、曾祥鈞組成中華3對3男籃參加雅加達亞運晉級半準決賽，最終於淘汰賽敗給伊朗。
大三時在對上台藝大時獲得28分幫助球隊晉級八強，最終取得冠軍，大四時與健行完成隊史首度連霸。大學畢業後朱雲豪選擇多留一年繼續磨練自己，並入選中華白隊參加姥姥盃以及molten挑戰賽，也在UBA的最後一年為健行取得第三名。

## 職業生涯
2020年7月20日，朱雲豪因為經濟關係，選擇先以月薪8萬、簽約金100萬加盟臺灣3x3職業籃球聯盟（T3BA）桃園E.Son隊，隨後也在「六都百萬爭霸戰」中與隊友石博恩、謝亞軒與陳范柏彥一同獲得總冠軍。2021年5月10日，朱雲豪與健行科大多名隊友共同加入桃園3對3籃球城市隊「桃園戰鬥猿」。
2021年朱雲豪參加P. LEAGUE+新人選秀會，被持有狀元籤的新竹街口攻城獅選中，成為P. LEAGUE+成立以來第一位選秀狀元，選秀會隔天雙方完成簽約，並舉行線上記者會宣布加盟。

## 國家隊生涯
2023年6月入選2021年世大運男籃賽中華臺北代表隊。

## 刺青
朱雲豪為了紀念家人，2020年在右手臂刺上「2016.4.14」與「2016.5.15」，這兩個日期分別代表母親和父親的忌日。

## 外部連結
- 朱雲豪的Instagram帳戶
- 朱雲豪在fiba.basketball（英语）
- 朱雲豪在fiba3x3.com（英语）
- 朱雲豪在P. LEAGUE+
- 朱雲豪在台灣職業籃球大聯盟
- 朱雲豪在Eurobasket.com（球員）（英语）
- 朱雲豪在RealGM（英语）
- 朱雲豪在Flashscore（英语）